# Léopold-Philippe d'Arenberg
Léopold-Philippe-Charles-Joseph (né le 14 octobre 1690 à Bruxelles et mort le 4 mars 1754 au château d'Heverlee (nom local du château d'Arenberg (Brabant flamand)), 4e duc d'Arenberg, 10e duc d'Arschot, grand d'Espagne chevalier de l'Ordre de la Toison d'or (1700), est un militaire belge, au service de l'Autriche, du XVIIe siècle.
Fils de Philippe-Charles François, Léopold-Philippe est regardé, à juste titre, comme l’un des princes qui ont répandu le plus d’éclat sur la maison d’Arenberg.

## Biographie
Né à Bruxelles, le 14 octobre 1690, il n’avait pas encore dix mois lorsqu’il perdit son père. À l’âge de neuf ans, il se vit décoré par Charles II d'Espagne de l’ordre de la Toison d'or (13 janvier 1700) ; le collier lui en fut remis par l’électeur Maximilien-Emmanuel de Bavière, gouverneur général des Pays-Bas (3 avril 1700).

### Guerre de Succession d'Espagne
Dans la guerre que fit naître la succession d’Espagne, Léopold d’Arenberg, fidèle aux traditions de ses ancêtres, embrassa le parti de « Charles III ». Après la bataille de Ramillies, la conférence qui représentait les deux puissances maritimes le nomma colonel d’un régiment de gens de pied wallons (4 juin 1706) et membre du conseil d'État auquel fut confié, sous l’autorité de ces puissances, le gouvernement des Pays-Bas (21 juillet 1706). « Charles III », dans le même temps, le fit gentilhomme de sa chambre et capitaine de la garde du corps de Bourgogne à Bruxelles (23 septembre 1706). Après que Mons fut tombé au pouvoir des alliés (20 octobre 1709), le Conseil d’État lui conféra, par provision, le grand bailliage de Hainaut (3 novembre). Il avait, avec son régiment, pris part à la campagne qui venait de se terminer d’une manière si glorieuse, et avait été blessé à la bataille de Malplaquet.
Léopold-Philippe-Charles-Joseph d’Arenberg épousa, en 1711, Marie-Louise-Françoise Pignatelli, fille de Niccolò Pignatelli, duc de Bisaccia, et de Marie-Angélique, comtesse d'Egmont.
En 1713, il alla servir dans l’armée impériale du Rhin en qualité de général de bataille ou de maréchal de camp ; il avait été élevé à ce grade, deux années auparavant, par « Charles III », devenu depuis empereur germanique sous le nom de Charles VI. La paix ayant été signée en 1714 entre le Saint-Empire et la France, il fit souvent des voyages à Paris, où son esprit, ses manières, sa courtoisie lui valurent de grands succès dans les salons littéraires, notamment celui de Mme de Tencin, aussi bien qu’à la cour. Le 28 janvier 1717, le duc est de retour dans la capitale : il y signe un bail pour neuf années, à partir du 1er janvier, avec Antoine Legrand marchand de grain. Il revoit Mme de Tencin lors du carnaval et pourrait être ainsi le père de d’Alembert, né en novembre de la même année.

### Guerre austro-turque (1716-1718)
Nommé, en 1716, par Charles VI, lieutenant général de ses armées (17 mai) et colonel propriétaire d’un régiment d’infanterie (22 août), il fit, cette année-là, la campagne de Hongrie sous le prince Eugène ; il se distingua à la bataille de Peterwaradin (5 août), dans laquelle il commandait la gauche de la seconde ligne de l’armée impériale à Belgrade (1717), et au siège de Temeswar, où il fut blessé au visage un jour qu’il était de service dans la tranchée.
Après la campagne, il se rendit à Vienne (Autriche) ; il y reçut de Charles VI et de toute la cour l’accueil le plus flatteur. Les deux années suivantes, il retourna à l’armée de Hongrie avec le prince Eugène. L’Empereur, qui, le 2 avril 1718, lui avait conféré le caractère de conseiller d'État d’épée aux Pays-Bas, ajouta, le 13 novembre suivant, aux charges qu’il occupait celle de gouverneur militaire du Hainaut et de la ville de Mons. Ayant prêté serment, en cette dernière qualité, entre les mains du prince Eugène, il partit pour les Pays-Bas autrichiens.

### Grand bailli du Hainaut
En ce temps-là, les prérogatives des grands baillis de Hainaut étaient fort étendues ; leur autorité surpassait, en quelque sorte, dans cette province, celle du gouverneur général des Pays-Bas : c’était à eux qu’appartenait, entre autres, la nomination du magistrat de Mons, qui avait, dans les délibérations du troisième ordre des états, une influence décisive. Il parut essentiel à la cour de Vienne, ainsi qu’au ministère de Bruxelles, de restreindre ces prérogatives, et, par des instructions de 1723, l’Empereur les modifia en plusieurs points; il réserva notamment au gouvernement général la nomination des échevins de Mons. Le duc d’Arenberg réclama contre cette innovation, qui lui était très sensible. À la suite d’une longue enquête, l’Empereur, par une grâce particulière et « eu égard à ses mérites et services personnels et à ceux de ses ancêtres », lui donna de nouveau le pouvoir qu’il lui avait retiré, en déclarant expressément que ce pouvoir ne pourrait passer à ses successeurs (24 octobre 1731).
Les Belges, à toutes les époques, avaient attaché un grand prix à être gouvernés par des princes du sang : Charles VI, ayant donné une autre destination au prince Eugène, à qui il avait d’abord confié le gouvernement des Pays-Bas, résolut d’envoyer dans ces provinces l’archiduchesse Marie-Élisabeth, sa sœur, si les états voulaient accorder à cette princesse une dotation qui lui permît d’entretenir une cour telle que l’exigeaient sa haute naissance et la dignité dont elle serait revêtue. Le duc d’Arenberg s’employa avec chaleur à faire réussir une combinaison qui était conforme aux vœux et aux intérêts du pays. Le subside annuel qu’il s’agissait d’obtenir était assez considérable (500 000 florins) : dans le Hainaut, il n’eut pas de peine à le faire voter par les états ; mais en Flandre, où son intervention fut jugée nécessaire aussi, la chose souffrit plus de difficultés, à cause des charges qui pesaient sur cette province ; cependant plusieurs voyages qu’il fit à Gand et à Bruges eurent pour résultat d’aplanir tous les obstacles, et il put écrire au marquis de Rialp, secrétaire de la dépêche universelle, à Vienne : « Je n’avois pas trouvé les esprits fort bien préparés, et sans le zèle des amis que j’ai employés et les précautions que j’ai prises, je n’aurois certainement jamais réussi ; à présent on peut regarder cette affaire comme entièrement terminée » Le subside fut en effet voté par les états de Flandre et par ceux de toutes les autres provinces.

### Guerre de Succession de Pologne
Depuis 1723 (18 octobre), le duc d’Arenberg était « Feldzeugmeister » (général d’artillerie). La guerre s’étant rallumée, à la fin de 1733, entre l’Empereur et Louis XV, il fut désigné pour servir à l’armée du Rhin que le prince Eugène commandait en chef. La campagne ne fut pas brillante pour les troupes impériales, qui ne purent empêcher les Français de se rendre maîtres de Philippsburg (siège de Philippsbourg (1734)). L’année 1734 vit la paix rétablie entre les deux couronnes.
Charles VI, qui, en 1732 (13 décembre), avait fait le duc capitaine de ses trabans, le fit, en 1736 (17 février), « conseiller d'État intime actuel ». En 1737 (23 février), il lui confia le poste important de commandant en chef des troupes aux Pays-Bas ; la même année (20 mai), il l’éleva à la plus haute dignité militaire de l’Empire, celle de feld-maréchal.

### Guerre de Succession d'Autriche
Les événements qui suivirent la mort de ce monarque fournirent à Léopold d’Arenberg des occasions de justifier les grâces qu’il en avait reçues. Au mois d’avril 1742, Marie-Thérèse l’envoya à La Haye et à Londres avec le titre d’ambassadeur extraordinaire et de ministre plénipotentiaire : il s’agissait de resserrer son alliance avec les Provinces-Unies et de convenir, avec le roi de Grande-Bretagne, des secours qu’il lui ferait passer. Le duc réussit dans cette double mission : le 14 mai, il conclut, à La Haye, avec Lord Stair (John Dalrymple, 2e comte de Stair), ambassadeur de George II, une convention réglant tout ce qui concernait les quartiers, les logements et l’entretien des troupes anglaises durant le séjour qu’elles feraient aux Pays-Bas ; il s’entendit plus tard avec le roi et ses ministres sur le chiffre de ces troupes. Georges II aurait voulu attaquer le royaume de France par sa frontière du nord, qui était en ce moment dégarnie ; il espérait s’emparer de Dunkerque : le duc, suivant les instructions de Marie-Thérèse, le persuada d’agir contre l’armée française qui était dans l’Empire. Au commencement de 1743, les troupes anglaises qui venaient de débarquer à Ostende, et les troupes autrichiennes qu’il y avait aux Pays-Bas, prirent le chemin de l’Allemagne ; lord Stair commandait les premières, le duc d’Arenberg les secondes. Celui-ci passa le Rhin, le 4 avril, à Neuwied ; à Zingering, il reçut un renfort de 4 000 hommes que lui amena le général Palfy : il se porta alors sur le Mein, où il fit sa jonction avec le corps de lord Stair. L’armée alliée étant réunie, le roi Georges II vint se mettre à sa tête, et, le 27 juin, elle remporta une victoire heureuse sur les Français à Dettingen (village aux environs de Karlstein am Main, Bavière), victoire dont l’honneur revint principalement au duc d’Arenberg, qui fut blessé dans l’action. Georges II avait été témoin de sa bravoure, de l’habileté dont il avait fait preuve ; il voulut montrer combien il les appréciait : ayant quitté l’armée le 1er octobre, pour se rendre dans ses États de Hanovre, ce fut à lui qu’il en remit le commandement. La campagne se termina bientôt après, et le duc, ayant fait repasser le Rhin à ses troupes, leur assigna des quartiers d’hiver; ensuite il partit pour Vienne.
Au commencement de 1744, Marie-Thérèse lui donna une nouvelle mission en Hollande et en Angleterre. Des conférences devant être tenues à Londres pour arrêter le plan de la prochaine campagne, Georges II lui-même avait demandé que la reine s’y fit représenter par le duc d’Arenberg, à cause de la popularité que lui avait acquise, dans l’armée et dans la nation, sa conduite à la bataille de Dettingen, et de la confiance que l’une et l’autre plaçaient dans ses talents militaires. Il quitta Vienne le 12 février, emportant une précieuse marque de l’estime et de la bienveillance de sa souveraine : dans son audience de congé, Marie-Thérèse lui avait fait présent d’une canne garnie de diamants d’une grande valeur. À Londres, ainsi qu’à la Haye, il reçut un accueil dont il eut lieu d’être flatté ; mais il ne put empêcher qu’une partie des troupes anglaises qui étaient sur le continent ne fussent rappelées dans leur pays. Cette mesure eut des conséquences désastreuses. Les Français avaient résolu d’attaquer les Pays-Bas : deux corps d’armée, dont l’un était commandé par Louis XV en personne et l’autre par le maréchal de Saxe, envahirent ces provinces. Les alliés ne purent leur opposer que des forces de beaucoup inférieures en nombre, et les Hollandais défendirent mollement les places de la barrière où ils tenaient garnison : aussi Courtrai, Menin, Ypres, Furnes tombèrent au pouvoir de l’ennemi. Le duc d’Arenberg avait pris le commandement des troupes autrichiennes ; les Anglais et les Hanovriens avaient à leur tête le Field Marshal George Wade, et les Hollandais le comte Maurice de Nassau. Malgré la supériorité de l’armée française, le duc, par un mouvement hardi et une marche forcée, pénétra, le 8 août, sur le territoire français, du côté de Cisoing ; il avait avec lui les divisions autrichienne et hollandaise ; les troupes du maréchal Wade ne tardèrent pas à l’y joindre. L’armée alliée occupa Orchies et établit son campement jusqu’à une demi-lieue de Lille. Elle se maintint dans cette position pendant les mois d’août et de septembre. La campagne n’eut pas d’autres résultats.
Dans la campagne de 1745, d’Arenberg fut appelé au commandement de l’armée autrichienne chargée d’opérer sur le bas Rhin. Il quitta Bruxelles le 21 janvier, pour aller se mettre à la tête de ses troupes, auxquelles il avait donné rendez-vous près de [Cologne]. Le 19 février, il passa le Rhin, en intention de marcher en avant vers l’intérieur de l’Empire; il campa successivement à Siegburg, à Limbourg, à Wiesbaden, à Hadamar, à Montabaur, à Minden, à Siegen, sans rencontrer d’obstacles de la part des Français. Le 14 juin, en conséquence d’une lettre qu’il avait reçue de Marie-Thérèse, il partit pour Vienne, après avoir remis le commandement de son armée au feld-maréchal comte de Batthiany : il arriva dans cette capitale le 25. On disait qu’il allait être pourvu du gouvernement du Milanais et de la Lombardie ; on parlait aussi pour lui du commandement de l’armée d’Italie : ce fut à celle de Silésie qu’il fut envoyé, pour y commander l’infanterie sous les ordres du duc Charles-Alexandre de Lorraine. Pendant ce temps, les Français s’étaient emparés de presque tous les Pays-Bas autrichiens. Le duc, à l’issue de la campagne de Silésie (voir Bataille de Hohenfriedberg), retourna à Vienne, où il reçut toute sorte de témoignages de la considération de l’Empereur et de l’Impératrice ; il se rendit ensuite dans son duché d'Arenberg, et passa à La Haye l’hiver de 1747 à 1748.
Cependant la paix qui se négociait à Aix-la-Chapelle devait faire rentrer l’Autriche en possession des Pays-Bas : Marie-Thérèse établit, pour le gouvernement provisoire de ces provinces, une « jointe » ou commission dont le duc d’Arenberg eut la présidence (8 octobre 1748). Cette jointe fut installée à Ruremonde, le 30 octobre, par le comte de Batthiany, au nom de l’Impératrice ; elle demeura en activité jusqu’à l’arrivée du prince Charles-Alexandre de Lorraine à Bruxelles, au mois d’avril 1749.
Il y avait plus de quarante ans que le duc d’Arenberg servait son pays et ses souverains ; il était bien juste qu’il songeât à prendre quelque repos. Il avait obtenu de Marie-Thérèse, en 1740, que son fils aîné, le prince Charles-Marie-Raymond, lui fût adjoint dans la charge de grand bailli de Hainaut ; dès lors il avait cessé de s’occuper des affaires de cette province : en 1749, il en résigna le gouvernement militaire avec celui de la ville de Mons, ne conservant que le commandement en chef des troupes aux Pays-Bas, qu’il exerça jusqu’à la fin de ses jours.

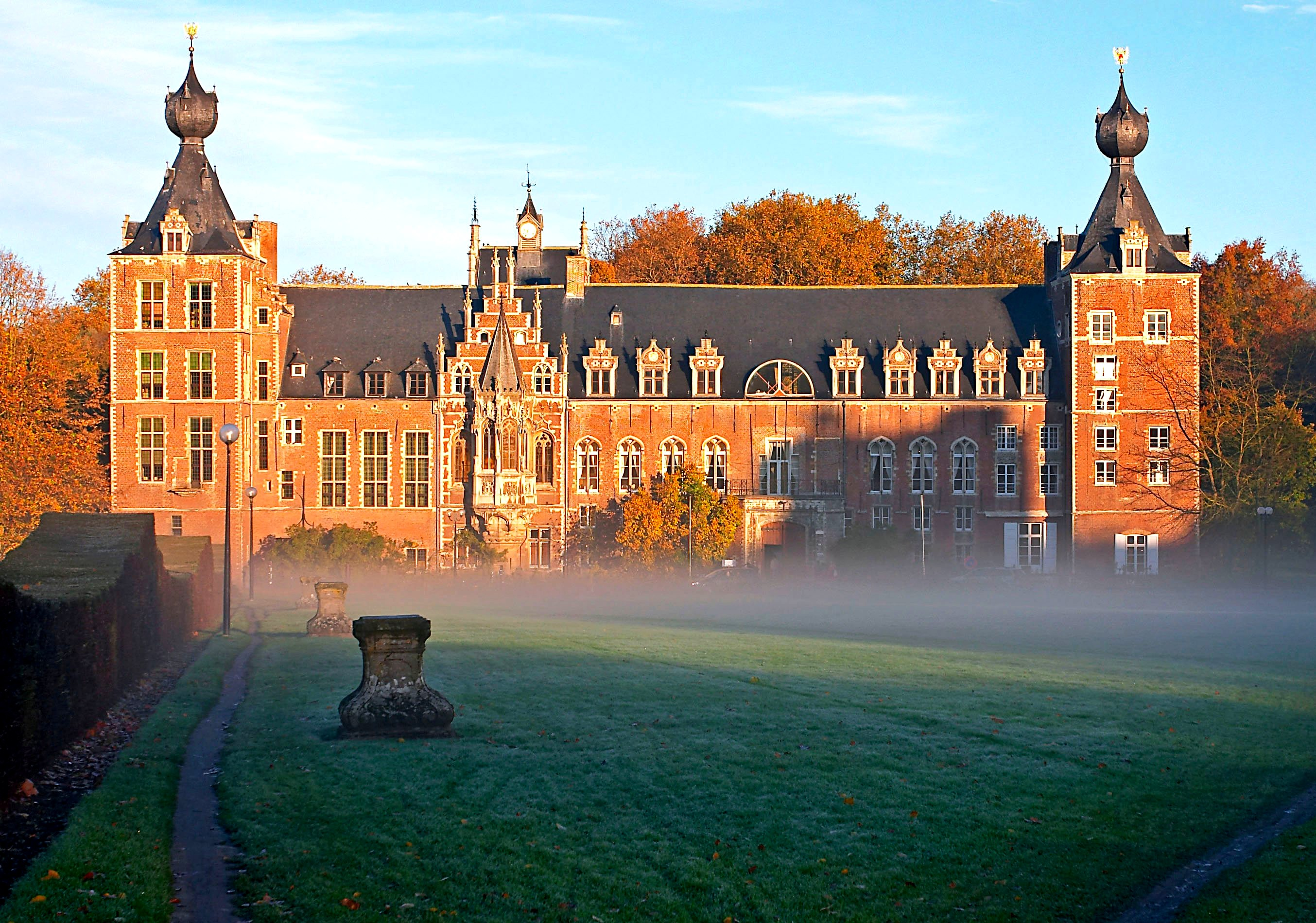
Le château d'Arenberg (Brabant flamand).

Il mourut, universellement regretté, au château d'Heverlee (nom local du château d'Arenberg), près de Louvain, le 4 mars 1754. Son corps fut transporté à Enghien et inhumé dans l’église des Capucins.

### Protecteur deRousseauet correspondant deVoltaire
Le duc Léopold aimait les sciences et les lettres ; il se plaisait à étendre sur ceux qui le cultivaient sa bienveillance et sa protection : il accueillit Jean-Baptiste Rousseau pendant son exil, et entretint une correspondance avec Voltaire.

Il avait connu Jean-Baptiste Rousseau à Vienne : lorsque le grand poète lyrique vint à Bruxelles, en 1722, avec l’espoir, dont le prince Eugène l’avait flatté, d’être nommé historiographe des Pays-Bas, il lui fit un accueil distingué, l’admit à sa table et eut des attentions infinies pour lui. Il s’intéressa vivement au succès de ses démarches quand, le prince Eugène lui ayant en effet donné les patentes d’historiographe, il demanda d’être mis en possession de cet emploi ; non seulement il vota en sa faveur dans le sein du conseil d’État, mais encore il écrivit au marquis de Rialp : 

« La consulte pour M. Rousseau doit être partie mardi passé ; c’est à présent que Votre Excellence est en état de lui rendre service. Je crois que l’empressement que l’on doit avoir à attacher une personne de son mérite au service de notre auguste maître suffit pour engager Votre Excellence à lui accorder l’honneur de sa protection. Il y longtemps qu’il est de mes amis, et sa probité me le rend encore plus cher que ses talents. C’est pourquoi je mettrai sur mon compte les obligations qu’il aura à Votre Excellence. »

 On sait que le mauvais vouloir de quelques ministres à Bruxelles et à Vienne, l’hostilité du marquis de Prié, irrité de ce que le poète avait pris contre lui le parti du comte de Bonneval, le refroidissement du prince Eugène à son égard, furent cause que l’Empereur ne ratifia point sa nomination d’historiographe ; qu’à l’arrivée de l’archiduchesse Marie-Élisabeth aux Pays-Bas, il fut privé du logement qui lui avait été donné à la cour ; enfin que la chute de la compagnie d'Ostende, dans laquelle il avait placé toutes ses ressources, le réduisit à rien. Le duc Léopold lui rendit, par ses bienfaits, cette situation moins pénible ; il le recueillit à l’hôtel d'Arenberg, et l’admit au nombre de ses pensionnaires : c’est du moins la tradition générale et l’opinion commune.
Voltaire et madame du Châtelet, dans les voyages qu’ils firent à Bruxelles, virent souvent le duc d’Arenberg. C’est d’Enghien, où ils recevaient de lui l’hospitalité, que Voltaire écrivait, en 1739, à Helvétius : « Je suis actuellement dans un château où il n’y a jamais eu de livres que ceux que madame du Châtelet et moi nous avons apportés ; mais, en récompense, il y a des jardins plus beaux que ceux de Chantilly, et on y mène cette vie douce et libre qui fait l’agrément de la campagne. Le possesseur de ce beau séjour vaut mieux que beaucoup de livres. » L’année suivante, il offrit lui-même au duc, à Bruxelles, une fête qui fit quelque bruit.
Les querelles de Voltaire et de Jean-Baptiste Rousseau causèrent beaucoup d’ennui au duc Léopold.

En 1736, Rousseau fit imprimer, dans la Bibliothèque française (t. XXIII, 1re partie, p. 138), une lettre des plus mordantes, non seulement contre les ouvrages, mais encore contre la personne de Voltaire, à qui il reprochait d’avoir scandalisé tout le monde par sa tenue dans l’église du Sablon à Bruxelles, d’avoir composé des vers satiriques, mais surtout d’avoir parlé de lui au duc d’Arenberg dans les termes les plus indignes. Voltaire écrivit au duc, pour se plaindre de ces calomnies : « Je suis persuadé, lui dit-il, que vous châtierez l’insolence d’un domestique qui compromet son maître par un mensonge dont son maître peut si aisément le convaincre. » Le duc lui répondit : 

« Je suis très-indigné, monsieur, d’apprendre que mon nom est cité dans la Bibliothèque sur un article qui vous regarde. On me fait parler très-mal à propos et très-faussement, etc… »

Si nous en croyons une lettre de Voltaire à Thiriot, le duc aurait « chassé » Rousseau à la suite de cette affaire.
Avant la guerre pour la succession de Charles VI, le duc d’Arenberg était « en commerce de lettres » avec le grand Frédéric ; ce prince écrit à Voltaire, le 2 août 1739 : « Si vous voyez le duc d’Arenberg, faites-lui mes compliments, et dites-lui que deux lignes françaises de sa main me feraient plus de plaisir que mille lettres allemandes dans le style des chancelleries » ; et une autre fois : « Grondez un peu, je vous prie, le duc d’Arenberg, de sa lenteur à me répondre. Je ne sais qui de nous deux est le plus occupé, mais je sais bien qui est le plus paresseux. »

## Emplois
- Colonel d’un régiment de gens de pied wallons (4 juin 1706) ;
- Gentilhomme de la chambre « Charles III » ;
- Capitaine de la garde du corps de Bourgogne à Bruxelles (23 septembre 1706) ;
- Grand bailli de Hainaut (3 novembre 1709) ;
- Maréchal de camp (1711) ;
- Lieutenant-général (17 mai 1716) ;
- Colonel propriétaire d’un régiment d’infanterie (22 août 1716) ;
- Membre du conseil d'État :
  - « Conseiller d'État d’épée » (2 avril 1718) ;
  - « Conseiller d'État intime actuel » (17 février 1736) ;
- Gouverneur militaire du Hainaut et de la ville de Mons (13 novembre 1718) ;
- « Feldzeugmeister » (général d’artillerie, 18 octobre 1723) ;
- Capitaine des trabans de Charles VI (13 décembre 1732) ;
- Commandant en chef des troupes impériales aux Pays-Bas(23 février 1737 - 1754) ;
- Feld-maréchal (lettres patentes du 20 mai 1737) ;
- Ambassadeur de Marie-Thérèse à Londres (1742) ;
- Président de la « jointe » ou commission de gouvernement provisoire des Pays-Bas autrichiens (8 octobre 1748-avril 1749).

## Titres
- 4e duc d'Arenberg ;
- prince d'Arenberg ;
- 10e duc d'Arschot ;
- prince de Porcéan ;
- marquis de Mont-Cornet ;
- comte de Lalaing et de Champlitte ;
- baron de Perwez ;
- seigneur d'Enghien ;
- duc de Croÿ ;
- comte de Seneghem ;
- baron de Sevenbergen.

### Fonctions héréditaires
- Grand d'Espagne de 1re classe (fonction attachée au titre de duc d'Aerschot).

## Décorations
- Chevalier de la Toison d'or (1700, brevet no 612).

## Vie familiale
Léopold-Philippe d'Arenberg était l'unique fils de Philippe-Charles, 3e duc d'Arenberg (10 mai 1663 † 25 août 1691 - Peterwaradin (Hongrie), des blessures reçues à la bataille de Slankamen), 3e duc d'Arenberg et du Saint-Empire, 9e duc d'Aerschot, est un militaire belge, au service de la Couronne d'Espagne et de son épouse, Maria Enrichetta del Carretto (20 septembre 1671 - Vienne (Autriche) † 22 février 1744 - Drogenbos, Brabant), marquise de Savone et de Grana, fille unique (née d'un premier mariage) de son beau-frère marquis de Grana, gouverneur général des Pays-Bas.
Il avait épousé à Bruxelles, le 29 mars 1711, Marie Françoise Caroline Philippine Pignatelli (4 juin 1696 - Bruxelles † 3 mai 1766 - Bruxelles), princesse de Bisaccia, fille de fille de Niccolò Pignatelli (1658 † septembre 1719 - Paris), duc de Bisaccia, duc de Monteleón, vice-roi de Sardaigne (1687-1690), général d'artillerie de S.M.C. aux Pays-Bas (en 1704) et colonel d'un régiment de fusilliers, et de sa femme, Marie Claire Angéline d'Egmont (1661-1714), fille du prince de Gavre. Ensemble, ils eurent :
1. Marie Victoire d'Arenberg (26 octobre 1714 - Bruxelles † 13 avril 1793 - Strasbourg (Bas-Rhin)), mariée, le 7 décembre 1735 à Neuhaus (en Bohême)[12], avec Auguste-Georges de Bade-Bade (14 janvier 1706 - Rastatt † 21 octobre 1771 - Rastatt), margrave de Bade-Bade (Baden-Baden, 1761-1771), sans postérité ;
2. Marie Adélaide (30 septembre 1719 † 23 février 1792), chanoinesse de Château-Chalon, dame de l'ordre de la Croix étoilée (3 mai 1744) ;
3. Charles Marie Raymond d'Arenberg (1er avril 1721 - château d'Enghien, Hainaut † 17 août 1778 - château d'Enghien), 5e duc d'Arenberg, prince du Saint-Empire, 11e duc d'Aerschot, grand bailli du Hainaut, conseiller d'État, feldmarschall des armées de L.M.I. et R., général d'artillerie, gouverneur de Mons, marié (par contrat, avec procuration, du 10 juin 1748, Paris), le 18 juin 1748 avec Louise-Marguerite de La Mark, comtesse de La Marck (18 août 1730 - Paris † 10 août 1820 - Heverlee), comtesse de La Marck et de Schleiden, baronne de Lummen, de Seraing-le-Château et de Saffenburg (de), dame de Bienassis, fille et héritière unique de Louis-Engelbert (bg), dernier descendant mâle des comtes de La Marck, dont postérité ;
4. Marie Flore (23 octobre 1722 - Enghien † 10 février 1776 - Bruxelles), dame de l'ordre de la Croix étoilée (3 mai 1744), mariée, le 12 janvier 1744 à Heverlee, avec Jean Charles Joseph de Mérode (Ham-sur-Heure, 3 décembre 1719-10 août 1774), comte de Mérode-Montfort, marquis de Deynze, baron de Duffel, sans postérité ;
5. Léopold Charles (13 septembre 1726 † 14 décembre 1745).